# 長江站
長江站（日语：／ Nagae eki */?）是位於島根縣松江市東長江町，一畑電車北松江線的車站。車站編號為19。

## 車站構造
車站是一座地面車站，設有1面1線的單式月台。前往松江方向的列車會開啟左邊車門。此站是無人車站。由於月台建設在急彎上，因此上落時需要小心空隙。在月台靠近出雲一方設有廁所。

## 車站周邊
- 東長江灘西會館
- 國道431號（日语：国道431号）
- 宍道湖

## 使用狀況
根據「島根縣統計書」，以下為近年一日平均乘車人次列表。
| 年度   | 1日平均 乘車人次 | 1日平均 上下車人次 |
| ------ | ---------------- | ------------------ |
| 1999年 | 34               | 69                 |
| 2000年 | 35               | 67                 |
| 2001年 | 26               | 55                 |
| 2002年 | 32               | 57                 |
| 2003年 | 24               | 45                 |
| 2004年 | 29               | 41                 |
| 2005年 | 20               | 37                 |
| 2006年 | 25               | 48                 |
| 2007年 | 19               | 34                 |
| 2008年 | 13               | 29                 |
| 2009年 | 11               | 25                 |
| 2010年 | 17               | 36                 |
| 2011年 | 21               | 43                 |
| 2012年 | 21               | 44                 |
| 2013年 | 26               | 55                 |
| 2014年 | 14               | 31                 |
| 2015年 | 18               | 41                 |
| 2016年 | 17               | 34                 |
| 2017年 | 11               | 23                 |
| 2018年 | 18               | 43                 |

## 歷史
- 1928年（昭和3年）4月5日 - 車站啟用。
- 1980年（昭和55年）10月15日 - 成為無人車站[2]。
- 2006年（平成18年）4月1日 - 一畑電氣鐵道把鐵路業務分拆成為獨立的全資子公司一畑電車，此站由一畑電車繼承。

## 相鄰車站
一畑電車
北松江線
■特急「Super Liner」、■急行「出雲大社號」、■急行
通過
■普通
秋鹿町（18）－長江（19）－朝日丘（20）

## 注腳
1. ↑  島根縣統計書
2. ↑  寺田裕一《日本のローカル私鉄2000》，Neko出版，2000年，270頁。ISBN 4-87366-207-9

## 外部連結
- 19.長江 | 停車站資訊 （页面存档备份，存于）（日語） - 一畑電車